# 東邦電力の供給区域一覧
東邦電力の供給区域一覧（とうほうでんりょくのきょうきゅうくいきいちらん）
本項目は、大正後期から昭和戦前期にかけて存在した大手電力会社東邦電力株式会社（旧・関西電気）の電気供給区域について一覧表にまとめたものである。

## 前身会社の供給区域
- 関西水力電気 - 1921年6月末時点では奈良県のうち奈良市ほか7郡、京都府のうち1郡。詳細は「関西水力電気#供給区域」参照。
- 名古屋電灯 - 1921年6月末時点では愛知県のうち名古屋市・豊橋市ほか11郡、静岡県のうち1郡、岐阜県のうち岐阜市・大垣市ほか9郡。詳細は「名古屋電灯#供給区域一覧・1921年」参照。
- 九州電灯鉄道 - 1921年11月末時点では福岡県のうち福岡市・久留米市・大牟田市ほか10郡、佐賀県のうち佐賀市ほか8郡、長崎県のうち長崎市・佐世保市ほか4郡、熊本県のうち1郡、山口県のうち下関市ほか2郡。詳細は「九州電灯鉄道#供給区域一覧・1921年」参照。

## 1926年時点の供給区域
1921年・22年にかけての再編が終わった後にあたる、1926年（昭和元年）12月末時点における供給区域は以下の通り。特記のないものは電灯・電力供給区域を指す。

### 関西区域
| 愛知県（3市12郡）      | 愛知県（3市12郡） |
| ---------------------- | --- |
| 市部 （3市）           | 名古屋市、一宮市、豊橋市 |
| 愛知郡 （1町4村）      | 下之一色町・猪高村（現・名古屋市）、 日進村（現・日進市）、 長久手村（現・長久手市）、 幡山村（現・瀬戸市） |
| 西春日井郡 （4町6村）  | 萩野村・山田村・庄内町・川中村・楠村（現・名古屋市）、 西枇杷島町・新川町・清洲町（現・清須市）、 北里村（現・北名古屋市・小牧市）、 豊山村（現・豊山町） |
| 東春日井郡 （5町10村） | 郡内全町村（現・名古屋市・尾張旭市・瀬戸市・春日井市・小牧市） |
| 丹羽郡 （4町8村）      | 丹陽村以外の町村（現・犬山市・江南市・岩倉市・一宮市・扶桑町・大口町） |
| 中島郡 （3町4村）      | 奥町・起町・萩原町・今伊勢村・大和村・朝日村（現・一宮市）、 平和村（現・稲沢市） |
| 葉栗郡 （3町3村）      | 郡内全町村（現・一宮市・江南市） |
| 海部郡 （3町14村）     | 飛島村・十四山村以外の町村（現・名古屋市・津島市・愛西市・あま市・弥富市・大治町・蟹江町） |
| 知多郡 （4町2村）      | 半田町・成岩町・亀崎町（現・半田市）、 武豊町、 阿久比村（現・阿久比町）、 上野村（現・東海市） |
| 宝飯郡 （7町6村）      | 豊川町・牛久保町・八幡村・国府町・御油町・赤坂町・長沢村・萩村・小坂井町・御津村（現・豊川市）、大塚村（現・豊川市・蒲郡市）、 下地町・前芝村（現・豊橋市） |
| 渥美郡 （1町5村）      | 二川町・高師村・牟呂吉田村・高豊村・老津村（現・豊橋市）、杉山村（現・豊橋市・田原市） |
| 八名郡 （3村）         | 三上村（現・豊川市）、 下川村・石巻村（現・豊橋市） |
| 北設楽郡 （1村）       | 豊根村 |
| 静岡県（1郡）          | |
| 市部                   | 【電力供給区域】浜松市 |
| 浜名郡 （2町4村）      | 新居町・白須賀町・吉津村・新所村・入出村・知波田村（現・湖西市）【電力供給区域】曳馬村・和田村・中ノ町村（現・浜松市） |
| 岐阜県（2市13郡）      | |
| 市部 （2市）           | 岐阜市、大垣市 |
| 稲葉郡 （1町17村）     | 本荘村・長良村・鷺山村・則武村・島村・三里村・加納町・北長森村・南長森村・木田村・市橋村・茜部村・鶉村・黒野村・厚見村・鏡島村・佐波村（現・岐阜市）、 更木村（現・各務原市） |
| 羽島郡 （2町16村）     | 小熊村以外の町村（現・羽島市・岐阜市・各務原市・岐南町・笠松町） |
| 安八郡 （2町14村）     | 北杭瀬村・南杭瀬村・中川村・和合村・三城村・安井村・川並村・牧村・洲本村・多芸島村・浅草村・墨俣町（現・大垣市）、 神戸町、下宮村（現・神戸町）、南平野村（現・神戸町・大垣市）、北平野村（現・神戸町・揖斐郡池田町）                                                                                       |
| 不破郡 （2町11村）     | 赤坂町・青墓村・宇留生村・静里村・綾里村（現・大垣市）、荒崎村（現・大垣市・垂井町）、 垂井町、宮代村・表佐村・岩手村（現・垂井町）、合原村（現・垂井町・養老町）、 関ケ原村・玉村（現・関ケ原町） |
| 養老郡 （1町11村）     | 牧田村・一之瀬村以外の町村（現・大垣市・海津市・養老町） |
| 海津郡 （2町6村）      | 海西村以外の町村（現・海津市） |
| 揖斐郡 （1町9村）      | 揖斐町・大和村・清水村・春日村（現・揖斐川町）、 池田村・本郷村・八幡村（現・池田町）、養基村（現・池田町・揖斐川町）、 大野村・豊木村（現・大野町） |
| 本巣郡 （1町8村）      | 北方町、生津村（現・北方町・瑞穂市）、席田村（現・北方町・本巣市）、 穂積村・本田村・牛牧村・船木村・鷺田村（現・瑞穂市）、 合渡村（岐阜市） |
| 山県郡 （1町11村）     | 岩野田村・厳美村・春近村・山県郡（現・岐阜市）、 高富町・富岡村・桜尾村・富波村・谷合村・葛原村（現・山県市）、 保戸島村・千疋村（現・関市） |
| 武儀郡 （2町17村）     | 美濃町・下牧村・上牧村・中有知村・藍見村・大矢田村（現・美濃市）、 関町・倉知村・瀬尻村・下有知村・南武芸村・東武芸村・洞戸村・板取村（現・関市）、 西武芸村・北武芸村・乾村（現・山県市）、 上麻生村（現・加茂郡七宗町）、 坂ノ東村（現・加茂郡白川町）                                                    |
| 加茂郡 （4町10村）     | 太田町・古井町・下米田村・加茂野村（現・美濃加茂市）、和知村（現・美濃加茂市・八百津町）、 富田村（現・富加町）、富岡村（現・富加町・関市）、田原村（現・関市）、 坂祝村（現・坂祝町）、 川辺町、上米田村（現・川辺町）、下麻生町（現・川辺町・七宗町）、 久田見村（現・八百津町）、 西白川村（現・白川町） |
| 可児郡 （4町11村）     | 御嵩町・上之郷村・中村・伏見村（現・御嵩町）、 錦津村（現・八百津町）、 今渡町・広見町・平牧村・久々利村・土田村・春里村・帷子村・兼山町（現・可児市）、姫治村（現・可児市・多治見市）、 池田村（現・多治見市）                                                                                             |
| 郡上郡 （1町1村）      | 八幡町・川合村（現・郡上市） |
| 三重県（1市7郡）       | |
| 市部 （1市）           | 四日市市【電力供給区域】津市、宇治山田市（現・伊勢市） |
| 桑名郡 （1町14村）     | 木曽岬村以外の町村（現・桑名市） |
| 員弁郡 （17村）        | 七和村（現・桑名市）、久米村（現・桑名市・東員町）、 大長村・稲部村・神田村（現・東員町）、 梅戸井村・大泉村・大泉原村・三里村・笠田村・山郷村・阿下喜村・丹生川村・石榑村・治田村・東藤原村・立田村（現・いなべ市）                                                                                        |
| 三重郡 （2町27村）     | 郡内全町村（現・四日市市・朝日町・川越町・菰野町） |
| 鈴鹿郡 （1町14村）     | 郡内全町村（現・四日市市・鈴鹿市・亀山市） |
| 河芸郡 （2町13村）     | 神戸町・白子町・玉垣村・河曲村・若松村・栄村・一ノ宮村・箕田村・稲生村・飯野村・天名村・合川村（現・鈴鹿市）、 高野尾村・椋本村（現・津市）、明村（現・津市・亀山市）【電力供給区域】黒田村・上野村・豊津村・白塚村・栗真村・一身田町・大里村（現・津市）                                                   |
| 安濃郡 （1村）         | 雲林院村（現・津市）【電力供給区域】新町・安東村・安濃村・村主村・櫛形村・片田村・神戸村・藤水村（現・津市） |
| 一志郡 （10村）        | 下之川村・多気村・八知村・八幡村・伊勢地村・竹原村・家城村・境村・川口村・波瀬村（現・津市）【電力供給区域】久居町・本村・高茶屋村・雲出村・矢野村・桃園村・戸木村・七栗村・川合村・高岡村（現・津市）、豊地村・中川村・豊田村・小野江村・鵲村・天白村・松ヶ崎村・米ノ庄村・中原村・阿坂村（現・松阪市）    |
| 飯南郡                 | 【電力供給区域】松阪町・港村・松江村・伊勢寺村・松尾村・花岡村・神戸村・西黒部村・朝見村・機殿村・櫛田村・漕代村・射和村（現・松阪市） |
| 多気郡                 | 【電力供給区域】東黒部村（現・松阪市）、下御糸村・上御糸村・大淀町・斎宮村・明星村（現・明和町）、相可町（現・多気町） |
| 度会郡                 | 【電力供給区域】北浜村・豊浜村・小俣村・城田村・宮本村・御薗村・大湊町・神社町・四郷村・浜郷村・二見町（現・伊勢市）、有田村・田丸町・東外城田村・下外城田村（現・玉城町） |
| 志摩郡                 | 【電力供給区域】鳥羽町（現・鳥羽市） |
| 奈良県（1市7郡）       | |
| 市部 （1市）           | 奈良市 |
| 添上郡 （1町15村）     | 郡内全町村（現・奈良市・大和郡山市・天理市・山辺郡山添村） |
| 山辺郡 （1町6村）      | 丹波市町・朝和村・二階堂村・福住村（現・天理市）、 都介野村（現・奈良市）、 東里村（現・宇陀市）、 波多野村（現・山添村） |
| 生駒郡 （2町9村）      | 郡山町・筒井村・片桐村・本多村・平端村（現・大和郡山市）、 安堵村（現・安堵町） 富郷村・竜田町・法隆寺村（現・斑鳩町）、 平群村（現・平群町）、 三郷村（現・三郷町） |
| 北葛城郡 （1町10村）   | 王寺村（現・王寺町）、 河合村（現・河合町）、 上牧村（現・上牧町）、 箸尾村・馬見村・瀬南村・百済村（現・広陵町）、 高田町・松塚村・磐園村・浮孔村（現・大和高田市） |
| 磯城郡 （5町16村）     | 郡内全町村（現・桜井市・橿原市・天理市・川西町・三宅町・田原本町ほか） |
| 高市郡 （3町7村）      | 八木町・今井町・真菅村・金橋村・白橿村・鴨公村（現・橿原市）、 飛鳥村・高市村・阪合村（現・明日香村）、 高取町 |
| 宇陀郡 （1村）         | 三本松村（現・宇陀市） |
| 京都府（2郡）          | |
| 相楽郡 （2町15村）     | 大河原村・高山村以外の町村（現・木津川市・笠置町・和束町・精華町） |
| 綴喜郡 （1町8村）      | 田辺町・草内村・三山木村・普賢寺村（現・京田辺市）、 井手村・多賀村（現・井手町）、 青谷村（現・城陽市）、 田原村・宇治田原村（現・宇治田原町） |
| 滋賀県（1郡）          | |
| 栗太郡 （1村）         | 大石村（現・大津市） |

### 九州区域
| 福岡県（3市10郡）    | 福岡県（3市10郡） |
| -------------------- | --- |
| 市部 （3市）         | 福岡市、久留米市、大牟田市 |
| 筑紫郡 （2町1村）    | 堅粕町・千代町・席田村（現・福岡市） |
| 糟屋郡 （1町16村）   | 須恵村・宇美町以外の町村（現・福岡市・新宮町・古賀市・久山町・篠栗町・粕屋町・志免町） |
| 宗像郡 （5町9村）    | 大島村以外の町村（現・福津市・宗像市） |
| 遠賀郡 （1村）       | 岡垣村（現・岡垣町） |
| 早良郡 （1町7村）    | 姪浜町・残島村以外の町村（現・福岡市） |
| 糸島郡 （1町18村）   | 郡内全町村（現・福岡市・糸島市） |
| 三井郡 （1町1村）    | 御井町・高良内村（現・久留米市） |
| 三潴郡 （2町12村）   | 荒木村・安武村・大善寺村・三潴村・城島町・青木村（現・久留米市）、 大川町・三叉村・田口村・川口村・大野島村（現・大川市）、 蒲池村・浜武村・久間田村（現・柳川市）                                                     |
| 山門郡 （1町7村）    | 柳河町・城内村・沖端村・東宮永村・両開村・西宮永村・三橋村・大和村（現・柳川市） |
| 三池郡 （1町6村）    | 江浦村・開村・二川村（現・みやま市）、 銀水村・三池町・駛馬村・玉川村（現・大牟田市） |
| 佐賀県（1市8郡）     | |
| 市部 （1市）         | 佐賀市 |
| 佐賀郡 （22村）      | 郡内全町村（現・佐賀市） |
| 神埼郡 （1町9村）    | 東脊振村以外の町村（現・佐賀市・神埼市・吉野ヶ里町） |
| 三養基郡 （1町10村） | 郡内全町村（現・鳥栖市・基山町・みやき町・上峰町） |
| 小城郡 （2町13村）   | 郡内全町村（現・小城市・多久市・佐賀市） |
| 東松浦郡 （2町13村） | 唐津町・鏡村・久里村・鬼塚村・唐津村・佐志村・打上村・湊村・浜崎町・玉島村・厳木村・相知村・北波多村・呼子村・名護屋村（現・唐津市）                                                                                   |
| 西松浦郡 （2町14村） | 郡内全町村（現・伊万里市・有田町） |
| 杵島郡 （1町4村）    | 武雄町・中通村・住吉村・武内村・若木村（現・武雄市） |
| 藤津郡 （3町5村）    | 鹿島町・鹿島村・浜町・古枝村・能古見村（現・鹿島市）、 五町田村・塩田町・久間村（現・嬉野市） |
| 長崎県（2市4郡）     | |
| 市部 （2市）         | 長崎市、佐世保市 |
| 西彼杵郡 （1町14村） | 小ヶ倉村・土井首村・深堀村・茂木町・日見村・矢上村・西浦上村・小榊村・福田村・式見村（現・長崎市）、 長与村（現・長与町）、 時津村（現・時津町）、 喜々津村・大草村・伊木力村（現・諫早市）                            |
| 北高来郡 （1町8村）  | 諫早町・真津山村・本野村・小栗村・有喜村・江ノ浦村・田結村（現・諫早市）、 戸石村・古賀村（現・長崎市） |
| 東彼杵郡 （2町12村） | 大村町・鈴田村・三浦村・西大村・竹松村・萱瀬村・福重村・松原村（現・大村市）、 佐世村・日宇村・早岐町・折尾瀬村・広田村・宮村（現・佐世保市）                                                                          |
| 北松浦郡 （1町16村） | 山口村・中里村・皆瀬村・大野村・柚木村・世知原村・吉井村・江迎村・鹿町村・小佐々村（現・佐世保市）、 佐々村（現・佐々町）、 今福村・調川村・志佐町・御厨村・星鹿村・福島村（現・松浦市）                               |
| 熊本県（1郡）        | |
| 玉名郡 （2町2村）    | 南関町、 荒尾町・有明村・平井村（現・荒尾市） |
| 山口県（1市2郡）     | |
| 市部 （1市）         | 下関市 |
| 豊浦郡 （5町20村）   | 彦島町・川中村・安岡町・吉見村・勝山村・長府町・玉司村・清末村・小月村・豊東村・岡枝村・楢崎村・豊田下村・西市町・内日村・豊西村・黒井村・川棚村・小串町・宇賀村・神玉村・神田村・阿川村・粟野村・滝部村（現・下関市） |
| 厚狭郡 （2村）       | 王喜村・吉田村（現・下関市） |

### 前後の供給区域の変動
- 1921年（大正10年）
  - 10月 - 関西水力電気と名古屋電灯が合併し、関西電気株式会社成立[2]。
- 1922年（大正11年）
  - 2月 - 天竜川水力電気を合併[3]。
  - 3月 - 山城水力電気を合併[3]。
  - 5月 - 九州電灯鉄道・北勢電気・愛岐電気興業・時水力電気・八幡水力電気を合併[3]。
  - 6月 - 尾州電気を合併[3]。関西電気から東邦電力株式会社へ社名変更[4]。
- 1923年（大正12年）
  - 8月 - 三重県津市ならびに安濃郡・河芸郡・一志郡・飯南郡・多気郡・志摩郡の主要町村を50馬力以上の制限付き電力供給区域とする（1926年9月より送電開始）[5]。
- 1924年（大正13年）
  - 4月 - 名古屋市南区笠寺町・鳴尾町・星崎町・本星崎町（旧笠寺村域）における供給事業を愛知電気鉄道より買収し名古屋市内への供給を一元化[5]。
- 1926年（大正15年）
  - 9月 - 飛騨川開発を手掛ける岐阜電力を合併[6]。同社の供給区域は武儀郡上麻生村・坂ノ東村・久田見村・西白川村（1925年末時点）[7]。
- 1929年（昭和4年）
  - 8月 - 奈良県宇陀郡曽爾村・御杖村を供給区域とする奥宇陀水力電気の事業を買収[5]。
  - 8月 - 五島電灯が経営する長崎県北松浦郡小佐々村における供給事業を買収[5]。

## 1932年時点の供給区域
豊橋区域を中部電力へ、四日市・奈良両区域を合同電気へ譲渡した後にあたる、1932年（昭和7年）6月末時点における供給区域は以下の通り。

### 関西区域
| 愛知県（4市10郡）     | 愛知県（4市10郡） |
| --------------------- | --- |
| 市部 （4市）          | 名古屋市、一宮市、瀬戸市、豊橋市 |
| 愛知郡 （2町7村）     | 郡内全町村（現・名古屋市・豊明市・日進市・長久手市・瀬戸市・東郷町） |
| 西春日井郡 （4町6村） | 萩野村・山田村・庄内町・川中村・楠村（現・名古屋市）、 西枇杷島町・新川町・清洲町（現・清須市）、 北里村（現・北名古屋市・小牧市）、 豊山村（現・豊山町） |
| 東春日井郡 （6町8村） | 郡内全町村（現・名古屋市・尾張旭市・瀬戸市・春日井市・小牧市） |
| 丹羽郡 （4町8村）     | 丹陽村以外の町村（現・犬山市・江南市・岩倉市・一宮市・扶桑町・大口町） |
| 中島郡 （3町4村）     | 奥町・起町・萩原町・今伊勢村・大和村・朝日村（現・一宮市）、 平和村（現・稲沢市） |
| 葉栗郡 （3町3村）     | 郡内全町村（現・一宮市・江南市） |
| 海部郡 （3町16村）    | 郡内全町村（現・名古屋市・津島市・愛西市・あま市・弥富市・大治町・蟹江町・飛島村） |
| 知多郡 （17町8村）    | 東浦村・篠島村・日間賀島村以外の町村（現・名古屋市・大府市・東海市・知多市・常滑市・半田市・阿久比町・武豊町・美浜町・南知多町） |
| 西加茂郡 （2村）      | 三好村（現・みよし市）、 保見村（現・豊田市） |
| 東加茂郡 （1村）      | 盛岡村（現・豊田市） |
| 岐阜県（2市13郡）     | |
| 市部 （2市）          | 岐阜市、大垣市 |
| 稲葉郡 （1町16村）    | 長良村・鷺山村・則武村・島村・三里村・加納町・北長森村・南長森村・木田村・市橋村・茜部村・鶉村・黒野村・厚見村・鏡島村・佐波村（現・岐阜市）、 更木村（現・各務原市） |
| 羽島郡 （2町15村）    | 小熊村以外の町村（現・羽島市・岐阜市・各務原市・岐南町・笠松町） |
| 安八郡 （2町13村）    | 南杭瀬村・中川村・和合村・三城村・安井村・川並村・牧村・洲本村・多芸島村・浅草村・墨俣町（現・大垣市）、 神戸町、下宮村（現・神戸町）、南平野村（現・神戸町・大垣市）、北平野村（現・神戸町・揖斐郡池田町）                                                                                                 |
| 不破郡 （3町10村）    | 赤坂町・青墓村・宇留生村・静里村・綾里村（現・大垣市）、荒崎村（現・大垣市・垂井町）、 垂井町、宮代村・表佐村・岩手村（現・垂井町）、合原村（現・垂井町・養老町）、 関ケ原町、玉村（現・関ケ原町） |
| 養老郡 （1町11村）    | 牧田村・一之瀬村以外の町村（現・大垣市・海津市・養老町） |
| 海津郡 （2町6村）     | 海西村以外の町村（現・海津市） |
| 揖斐郡 （1町9村）     | 揖斐町・大和村・清水村・春日村（現・揖斐川町）、 池田村・本郷村・八幡村（現・池田町）、養基村（現・池田町・揖斐川町）、 大野村・豊木村（現・大野町） |
| 本巣郡 （1町8村）     | 北方町、生津村（現・北方町・瑞穂市）、席田村（現・北方町・本巣市）、 穂積村・本田村・牛牧村・船木村・鷺田村（現・瑞穂市）、 合渡村（岐阜市） |
| 山県郡 （1町11村）    | 岩野田村・厳美村・春近村・山県郡（現・岐阜市）、 高富町・富岡村・桜尾村・富波村・谷合村・葛原村（現・山県市）、 保戸島村・千疋村（現・関市） |
| 武儀郡 （2町17村）    | 美濃町・下牧村・上牧村・中有知村・藍見村・大矢田村（現・美濃市）、 関町・倉知村・瀬尻村・下有知村・南武芸村・東武芸村・洞戸村・板取村（現・関市）、 西武芸村・北武芸村・乾村（現・山県市）、 上麻生村（現・加茂郡七宗町）、 坂ノ東村（現・加茂郡白川町）                                                    |
| 加茂郡 （4町10村）    | 太田町・古井町・下米田村・加茂野村（現・美濃加茂市）、和知村（現・美濃加茂市・八百津町）、 富田村（現・富加町）、富岡村（現・富加町・関市）、田原村（現・関市）、 坂祝村（現・坂祝町）、 川辺町、上米田村（現・川辺町）、下麻生町（現・川辺町・七宗町）、 久田見村（現・八百津町）、 西白川村（現・白川町） |
| 可児郡 （4町11村）    | 御嵩町・上之郷村・中村・伏見村（現・御嵩町）、 錦津村（現・八百津町）、 今渡町・広見町・平牧村・久々利村・土田村・春里村・帷子村・兼山町（現・可児市）、姫治村（現・可児市・多治見市）、 池田村（現・多治見市）                                                                                             |
| 郡上郡 （1町1村）     | 八幡町・川合村（現・郡上市） |
| 三重県（2郡）         | |
| 桑名郡 （1村）        | 木曽岬村（現・木曽岬町） |
| 員弁郡 （1村）        | 立田村（現・いなべ市） |

### 九州区域
| 福岡県（3市11郡）    | 福岡県（3市11郡） |
| -------------------- | --- |
| 市部 （3市）         | 福岡市、久留米市、大牟田市 |
| 筑紫郡 （1村）       | 席田村（現・福岡市） |
| 糟屋郡 （2町15村）   | 須恵村・宇美町以外の町村（現・福岡市・新宮町・古賀市・久山町・篠栗町・粕屋町・志免町） |
| 宗像郡 （5町9村）    | 大島村以外の町村（現・福津市・宗像市） |
| 遠賀郡 （1村）       | 岡垣村（現・岡垣町） |
| 鞍手郡 （1村）       | 笠松村（現・宮若市） |
| 早良郡 （6村）       | 姪浜町・残島村以外の町村（現・福岡市） |
| 糸島郡 （1町16村）   | 郡内全町村（現・福岡市・糸島市） |
| 三井郡 （1町1村）    | 御井町・高良内村（現・久留米市） |
| 三潴郡 （2町12村）   | 荒木村・安武村・大善寺村・三潴村・城島町・青木村（現・久留米市）、 大川町・三叉村・田口村・川口村・大野島村（現・大川市）、 蒲池村・浜武村・久間田村（現・柳川市）                                                     |
| 山門郡 （1町7村）    | 柳河町・城内村・沖端村・東宮永村・両開村・西宮永村・三橋村・大和村（現・柳川市） |
| 三池郡 （2町5村）    | 高田村・開村（現・みやま市）、 銀水村・三池町・三川町・駛馬村・玉川村（現・大牟田市） |
| 佐賀県（2市8郡）     | |
| 市部 （2市）         | 佐賀市、唐津市 |
| 佐賀郡 （22村）      | 郡内全町村（現・佐賀市） |
| 神埼郡 （1町9村）    | 東脊振村以外の町村（現・佐賀市・神埼市・吉野ヶ里町） |
| 三養基郡 （1町10村） | 郡内全町村（現・鳥栖市・基山町・みやき町・上峰町） |
| 小城郡 （2町10村）   | 郡内全町村（現・小城市・多久市・佐賀市） |
| 東松浦郡 （2町12村） | 鏡村・久里村・鬼塚村・佐志村・打上村・湊村・浜崎町・玉島村・七山村・厳木村・相知村・北波多村・呼子町・名護屋村（現・唐津市）                                                                                           |
| 西松浦郡 （2町13村） | 郡内全町村（現・伊万里市・有田町） |
| 杵島郡 （1町4村）    | 武雄町・中通村・住吉村・武内村・若木村（現・武雄市） |
| 藤津郡 （3町5村）    | 鹿島町・鹿島村・浜町・古枝村・能古見村（現・鹿島市）、 五町田村・塩田町・久間村（現・嬉野市） |
| 長崎県（2市4郡）     | |
| 市部 （2市）         | 長崎市、佐世保市 |
| 西彼杵郡 （1町14村） | 小ヶ倉村・土井首村・深堀村・茂木町・日見村・矢上村・西浦上村・小榊村・福田村・式見村（現・長崎市）、 長与村（現・長与町）、 時津村（現・時津町）、 喜々津村・大草村・伊木力村（現・諫早市）                            |
| 北高来郡 （1町8村）  | 諫早町・真津山村・本野村・小栗村・有喜村・江ノ浦村・田結村（現・諫早市）、 戸石村・古賀村（現・長崎市） |
| 東彼杵郡 （2町10村） | 大村町・鈴田村・三浦村・西大村・竹松村・萱瀬村・福重村・松原村（現・大村市）、 早岐町・折尾瀬村・宮村・江上村（現・佐世保市）                                                                                          |
| 北松浦郡 （3町15村） | 相浦町・中里村・皆瀬村・大野村・柚木村・世知原村・吉井村・江迎村・鹿町村・小佐々村（現・佐世保市）、 佐々村（現・佐々町）、 今福町・調川村・志佐町・上志佐村・御厨村・星鹿村・福島村（現・松浦市）                     |
| 熊本県（1郡）        | |
| 玉名郡 （2町2村）    | 南関町、 荒尾町・有明村・平井村（現・荒尾市） |
| 山口県（1市2郡）     | |
| 市部 （1市）         | 下関市 |
| 豊浦郡 （5町20村）   | 彦島町・川中村・安岡町・吉見村・勝山村・長府町・玉司村・清末村・小月村・豊東村・岡枝村・楢崎村・豊田下村・西市町・内日村・豊西村・黒井村・川棚村・小串町・宇賀村・神玉村・神田村・阿川村・粟野村・滝部村（現・下関市） |
| 厚狭郡 （2村）       | 王喜村・吉田村（現・下関市） |

### 前後の供給区域の変動
- 1930年（昭和5年）
  - 5月 - 四日市・奈良支店管内の事業を合同電気（旧・三重合同電気）へ譲渡[9]。
  - 8月 - 豊橋営業所管内の事業を中部電力へ譲渡[10]。
  - 12月 - 東京電灯が経営する愛知県・三重県内における供給事業を買収。これには同社が1929年12月に買収した海部岬電気の供給区域（愛知県海部郡飛島村・鍋田村・十四山村および三重県桑名郡木曽岬村）も含まれる[5]。
- 1931年（昭和6年）
  - 11月 - 愛知電力（前年に愛知電気鉄道の供給事業が独立）から事業を買収。供給区域は愛知県知多郡・愛知郡・西加茂郡の26町村[5]。
  - 11月 - 玉島水電から事業を買収。供給区域は佐賀県東松浦郡浜崎町ほか2村[5]。
- 1932年（昭和7年）
  - 9月 - 合同電気との間で供給区域の交換を実施。東邦電力からは三重県内の区域を、合同電気からは岐阜県内の区域（旧濃飛電気区域）を、それぞれ相手へ譲渡[9]。
- 1933年（昭和8年）
  - 5月 - 山口県内における供給事業の一切を、県営供給事業を営む山口県へ譲渡[5]。

## 1938年時点の供給区域
合同電気・中部電力両社を合併した後にあたる、1938年（昭和13年）12月末時点における供給区域（電灯・電力供給区域または電力供給区域）は以下の通り。ここでは、1941年（昭和16年）までに東邦電力が統合する事業者（稲沢電灯・豊橋電気・大垣瓦斯電気およびその他小事業者17社）の供給区域も併記した。

### 関西区域

#### 愛知県
| 東邦電力 電灯・電力供給区域（6市17郡）              | 東邦電力 電灯・電力供給区域（6市17郡）                                                                                   |
| --------------------------------------------------- | --- |
| 市部 （6市）                                        | 名古屋市、一宮市、瀬戸市、半田市、岡崎市、豊橋市                                                                         |
| 愛知郡 （1町7村）                                   | 郡内全町村（現・名古屋市・豊明市・日進市・長久手市・瀬戸市・東郷町）                                                     |
| 西春日井郡 （3町5村）                               | 春日村・西春村・師勝村以外の町村（現・名古屋市・清須市・小牧市・豊山町）                                                 |
| 東春日井郡 （6町8村）                               | 郡内全町村（現・名古屋市・尾張旭市・瀬戸市・春日井市・小牧市）                                                           |
| 丹羽郡 （4町8村）                                   | 丹陽村以外の町村（現・犬山市・江南市・岩倉市・一宮市・扶桑町・大口町）                                                   |
| 中島郡 （3町4村）                                   | 奥町・起町・萩原町・今伊勢村・大和村・朝日村（現・一宮市）、 平和村（現・稲沢市）                                        |
| 葉栗郡 （3町3村）                                   | 郡内全町村（現・一宮市・江南市）                                                                                         |
| 海部郡 （4町15村）                                  | 郡内全町村（現・名古屋市・津島市・愛西市・あま市・弥富市・大治町・蟹江町・飛島村）                                       |
| 知多郡 （14町9村）                                  | 篠島村・日間賀島村以外の町村（現・名古屋市・大府市・東海市・知多市・常滑市・東浦町・阿久比町・武豊町・美浜町・南知多町） |
| 西加茂郡 （1町7村）                                 | 郡内全町村（現・豊田市・みよし市）、 ただし石野村の一部を除く                                                            |
| 東加茂郡 （1町4村）                                 | 足助町・盛岡村・賀茂村（一部）・阿摺村（一部）・松平村（一部）（現・豊田市）                                             |
| 碧海郡 （8町8村）                                   | 郡内全町村（現・岡崎市・刈谷市・知立市・高浜市・碧南市・安城市・西尾市・豊田市）                                         |
| 額田郡 （2町5村）                                   | 岩津町・常磐村（一部）・藤川村・山中村・本宿村・福岡町（現・岡崎市）、 幸田村（現・幸田町）                              |
| 幡豆郡 （6町5村）                                   | 佐久島村以外の町村（現・西尾市・幸田町）                                                                                 |
| 宝飯郡 （10町7村）                                  | 一宮村以外の町村（現・豊橋市・豊川市・蒲郡市）                                                                           |
| 渥美郡 （1町3村）                                   | 二川町・高豊村・老津村（現・豊橋市）、杉山村（現・豊橋市・田原市）                                                       |
| 八名郡 （3村）                                      | 三上村（現・豊川市） |
| 北設楽郡 （1村）                                    | 豊根村 |
| 東邦電力 電力供給区域 / 稲沢電灯 電灯・電力供給区域 | |
| 西春日井郡 （3村）                                  | 春日村（現・清須市）、 西春村・師勝村（現・北名古屋市）                                                                  |
| 丹羽郡 （1村）                                      | 丹陽村（現・一宮市） |
| 中島郡 （2町4村）                                   | 稲沢町・大里村・千代田村・明治村・祖父江町・長岡村（現・稲沢市）                                                         |
| 豊橋電気 電灯・電力供給区域                         | |
| 渥美郡 （2町5村）                                   | 田原町・神戸村・野田村・赤羽根村・福江町・泉村・伊良湖岬村（現・田原市）                                                 |
| その他小事業者 電灯・電力供給区域                   | |
| 知多郡 （2村）                                      | 篠島村・日間賀島村（現・南知多町）                                                                                       |
| 東加茂郡 （4村）                                    | 賀茂村（一部）・阿摺村（一部）・旭村（一部）・下山村（現・豊田市）                                                       |
| 額田郡 （6村）                                      | 常磐村（一部）・河合村・豊富村・形埜村（一部）・宮崎村（現・岡崎市）、下山村（現・岡崎市・豊田市）                       |
| 幡豆郡 （1村）                                      | 佐久島村（現・西尾市）                                                                                                   |

#### 静岡県
| 東邦電力 電灯・電力供給区域（1郡） | 東邦電力 電灯・電力供給区域（1郡）                                                 |
| ---------------------------------- | ---------------------------------------------------------------------------------- |
| 浜名郡 （3町3村）                  | 新居町（字弁天島を除く）・白須賀町・鷲津町・新所村・入出村・知波田村（現・湖西市） |
| 東邦電力 電力供給区域              |                                                                                    |
| 市部 （1市）                       | 浜松市（旧曳馬町を含む）                                                           |
| 浜名郡 （2村）                     | 和田村・中ノ町村（現・浜松市）                                                     |

#### 岐阜県
| 東邦電力 電灯・電力供給区域（2市15郡） | 東邦電力 電灯・電力供給区域（2市15郡） |
| -------------------------------------- | --- |
| 市部 （2市）                           | 岐阜市、大垣市 |
| 稲葉郡 （1町22村）                     | 郡内全町村（現・岐阜市・各務原市）、 ただし日置江村の一部を除く |
| 羽島郡 （2町15村）                     | 小熊村以外の町村（現・羽島市・岐阜市・各務原市・岐南町・笠松町） |
| 安八郡 （1町10村）                     | 中川村・和合村・三城村・川並村・牧村（一部）・洲本村・浅草村（現・大垣市）、 神戸町、下宮村（現・神戸町）、南平野村（現・神戸町・大垣市）、北平野村（現・神戸町・揖斐郡池田町） |
| 不破郡 （3町10村）                     | 府中村・今須村以外の町村（現・大垣市・垂井町・関ケ原町・養老町） |
| 養老郡 （1町12村）                     | 一之瀬村以外の町村（現・大垣市・海津市・養老町） |
| 海津郡 （2町6村）                      | 海西村以外の町村（現・海津市） |
| 揖斐郡 （2町15村）                     | 揖斐町・清水村・春日村（一部）・大和村・北方村・谷汲村・横蔵村（現・揖斐川町）、 池田村・本郷村・八幡村（現・池田町）、養基村（現・池田町・揖斐川町）、 大野町・川合村・鶯村・西郡村・豊木村・富秋村（現・大野町） |
| 本巣郡 （1町19村）                     | 外山村以外の町村（現・岐阜市・瑞穂市・本巣市・北方町） |
| 山県郡 （1町15村）                     | 北山村以外の町村（現・岐阜市・山県市・関市） |
| 武儀郡 （2町22村）                     | 美濃町・下牧村・上牧村・中有知村・藍見村・大矢田村（現・美濃市）、 関町・倉知村・小金田村・瀬尻村・下有知村・南武芸村・東武芸村・洞戸村・板取村・富野村・下之保村・中之保村・富之保村（現・関市）、 西武芸村・北武芸村・乾村（現・山県市）、 上麻生村（現・加茂郡七宗町）、 坂ノ東村（現・加茂郡白川町）                                                                                |
| 加茂郡 （4町14村）                     | 太田町・古井町・下米田村・加茂野村・蜂屋村（一部）・山之上村・伊深村（現・美濃加茂市）、三和村（現・美濃加茂市・川辺町）、和知村（現・美濃加茂市・八百津町）、 富田村（現・富加町）、富岡村（現・富加町・関市）、田原村（現・関市）、 坂祝村（現・坂祝町）、 川辺町、上米田村（現・川辺町）、下麻生町（現・川辺町・七宗町）、 久田見村（現・八百津町）、 西白川村（一部）（現・白川町） |
| 可児郡 （4町11村）                     | 御嵩町・上之郷村（一部）・中村・伏見村（現・御嵩町）、 錦津村（現・八百津町）、 今渡町・広見町・平牧村・久々利村・土田村・春里村・帷子村・兼山町（現・可児市）、姫治村（現・可児市・多治見市）、 池田村（一部）（現・多治見市） |
| 恵那郡 （2村）                         | 串原村（一部）（現・恵那市）、三濃村（一部）（現・恵那市・愛知県豊田市） |
| 郡上郡 （2町6村）                      | 八幡町・川合村（一部）・相生村・嵩田村・下川村・白鳥町・北濃村・高鷲村（現・郡上市） |
| 大野郡 （2村）                         | 荘川村（現・高山市）、 白川村 |
| 大垣瓦斯電気 電灯・電力供給区域        | |
| 稲葉郡 （1村）                         | 日置江村（一部）（現・岐阜市） |
| 羽島郡 （1村）                         | 小熊村（現・羽島市） |
| 安八郡 （2町5村）                      | 墨俣町（現・大垣市）、 結村・名森村・牧村（現・安八町）、 大薮町・福束村・仁木村（現・輪之内町） |
| 海津郡 （1村）                         | 海西村（現・海津市） |
| その他小事業者 電灯・電力供給区域      | |
| 揖斐郡 （2村）                         | 市場村・春日村（現・揖斐川町） |
| 武儀郡 （2町2村）                      | 上之保村（現・関市）、 神渕村（現・加茂郡七宗町）、 金山町・菅田町（現・下呂市） |
| 加茂郡 （4村）                         | 蘇原村（一部）・西白川村（一部）・佐見村（現・白川町）、潮南村（現・八百津町） |
| 可児郡 （1村）                         | 上之郷村（一部）（現・御嵩町） |
| 益田郡 （1村）                         | 下原村（現・下呂市） |
| 郡上郡 （3村）                         | 西和良村・和良村（現・郡上市）、 東村（現・下呂市） |

#### 三重県
| 東邦電力 電灯・電力供給区域（2市15郡） | 東邦電力 電灯・電力供給区域（2市15郡）                                |
| -------------------------------------- | --------------------------------------------------------------------- |
| 市部 （5市）                           | 津市、四日市市、桑名市、松阪市、宇治山田市（現・伊勢市）              |
| 桑名郡 （13村）                        | 郡内全村（現・桑名市・木曽岬町）                                      |
| 員弁郡 （1町20村）                     | 郡内全町村（現・桑名市・いなべ市・東員町）                            |
| 三重郡 （3町24村）                     | 郡内全町村（現・四日市市・菰野町・朝日町・川越町）                    |
| 鈴鹿郡 （2町17村）                     | 郡内全町村（現・四日市市・鈴鹿市・亀山市）                            |
| 河芸郡 （3町19村）                     | 郡内全町村（現・津市・鈴鹿市）                                        |
| 安濃郡 （14村）                        | 郡内全村（現・津市）                                                  |
| 阿山郡 （1町20村）                     | 郡内全町村（現・伊賀市）                                              |
| 名賀郡 （2町17村）                     | 郡内全町村（現・名張市・伊賀市）                                      |
| 一志郡 （2町35村）                     | 境村以外の町村（現・津市・松阪市）                                    |
| 飯南郡 （3町17村）                     | 郡内全町村（現・松阪市）                                              |
| 多気郡 （2町15村）                     | 郡内全町村（現・多気町・明和町・大台町・松阪市）                      |
| 度会郡 （5町28村）                     | 郡内全町村（現・伊勢市・ 玉城町・度会町・大紀町・南伊勢町・志摩市）   |
| 志摩郡 （3町24村）                     | 神島村以外の町村（現・鳥羽市・志摩市）                                |
| 北牟婁郡 （4町8村）                    | 郡内全町村（現・尾鷲市・紀北町）                                      |
| 南牟婁郡 （5村）                       | 北輪内村・南輪内村（現・尾鷲市）、 荒坂村・新鹿村・泊村（現・熊野市） |

#### 奈良県
| 東邦電力 電灯・電力供給区域（1市7郡） | 東邦電力 電灯・電力供給区域（1市7郡） |
| ------------------------------------- | --- |
| 市部 （1市）                          | 奈良市 |
| 添上郡 （2町14村）                    | 郡内全町村（現・奈良市・大和郡山市・天理市・山辺郡山添村） |
| 山辺郡 （1町8村）                     | 郡内全町村（現・奈良市・天理市・宇陀市・山添村） |
| 生駒郡 （2町8村）                     | 郡山町・筒井村・片桐村・昭和村（現・大和郡山市）、 安堵村（現・安堵町）、 富郷村・竜田町・法隆寺村（現・斑鳩町）、 平群村（現・平群町）、 三郷村（現・三郷町） |
| 北葛城郡 （3町7村）                   | 王寺町、 上牧村（現・上牧町）、 河合村（現・河合町）、 箸尾町・馬見村・瀬南村・百済村（現・広陵町）、 高田町・磐園村・浮孔村（現・大和高田市）                 |
| 磯城郡 （5町16村）                    | 郡内全町村（現・桜井市・橿原市・天理市・宇陀市・川西町・三宅町・田原本町）                                                                                     |
| 高市郡 （4町6村）                     | 八木町・今井町・真菅村・金橋村・畝傍町・鴨公村（現・橿原市）、 飛鳥村・高市村・阪合村（現・明日香村）、 高取町                                                 |
| 宇陀郡 （4村）                        | 三本松村・室生村（現・宇陀市）、 曽爾村、 御杖村 |

#### 京都府
| 東邦電力 電灯・電力供給区域（2郡） | 東邦電力 電灯・電力供給区域（2郡） |
| ---------------------------------- | --- |
| 相楽郡 （4町11村）                 | 大河原村・高山村以外の町村（現・木津川市・笠置町・和束町・精華町）                                                                              |
| 綴喜郡 （2町7村）                  | 田辺町・草内村・三山木村・普賢寺村（現・京田辺市）、 井手町、多賀村（現・井手町）、 青谷村（現・城陽市）、 田原村・宇治田原村（現・宇治田原町） |

#### 滋賀県
| 東邦電力 電灯・電力供給区域（1郡） | 東邦電力 電灯・電力供給区域（1郡） |
| ---------------------------------- | ---------------------------------- |
| 栗太郡 （1村）                     | 大石村（現・大津市）               |

#### 和歌山県
| 東邦電力 電灯・電力供給区域（1市6郡） | 東邦電力 電灯・電力供給区域（1市6郡） |
| ------------------------------------- | --- |
| 市部 （1市）                          | 和歌山市 |
| 海草郡 （2町17村）                    | 加太町・西脇野村・木ノ本村・貴志村・松江村・湊村・野崎村・楠見村・有功村・直川村・紀伊村・山口村・川永村・和佐村・西和佐村・岡崎村・三田村・安原村・紀三井寺町（現・和歌山市） |
| 那賀郡 （3町21村）                    | 岩出町・上岩出村・根来村・山崎村（現・岩出市）、小倉村（現・和歌山市・岩出市）、 西貴志村・中貴志村・東貴志村・丸栖村・調月村・安楽川村・奥安楽川村・田中村・池田村・長田村・粉河町・川原村・竜門村・鞆淵村・麻生津村・王子村・狩宿村・名手町・上名手村（現・紀の川市）                                                                                                  |
| 伊都郡 （2村）                        | 四郷村・見好村（大字御所に限る）（現・かつらぎ町） |
| 有田郡 （2村）                        | 南広村・津木村（現・広川町） |
| 日高郡 （3町34村）                    | 郡内全町村（現・御坊市・田辺市・美浜町・日高町・由良町・日高川町・印南町・みなべ町）、 ただし龍神村は大字広井原・三ツ又・湯ノ又・小又川に限る |
| 西牟婁郡 （3町26村）                  | 田辺町・下芳養村・中芳養村・新庄村・稲成村・下秋津村・万呂村・三栖村・長野村・上秋津村・秋津川村・上芳養村・栗栖川村・二川村（現・田辺市）、 朝来村・岩田村・生馬村（現・上富田町）、鮎川村（現・田辺市・上富田町）、 瀬戸鉛山村・西富田村・南富田村・北富田村・東富田村・日置町・三舞村・川添村（現・白浜町）、 周参見町・江住村（現・すさみ町）、 和深村（現・串本町） |

#### 兵庫県
| 東邦電力 電灯・電力供給区域（2郡） | 東邦電力 電灯・電力供給区域（2郡）         |
| ---------------------------------- | ------------------------------------------ |
| 津名郡 （11町18村）                | 上灘村以外の町村（現・洲本市・淡路市）     |
| 三原郡 （3町15村）                 | 沼島村以外の町村（現・洲本市・南あわじ市） |

#### 徳島県
| 東邦電力 電灯・電力供給区域（1市10郡） | 東邦電力 電灯・電力供給区域（1市10郡） |
| -------------------------------------- | --- |
| 市部                                   | 徳島市 |
| 名東郡 （1町5村）                      | 郡内全町村（現・徳島市・佐那河内村） |
| 名西郡 （1町11村）                     | 郡内全町村（現・徳島市・石井町・神山町・上板町） |
| 麻植郡 （4町6村）                      | 東山村・木屋平村以外の町村（現・吉野川市） ただし中枝村は大字別枝山に限る                                                                              |
| 板野郡 （5町16村）                     | 郡内全町村（現・徳島市・鳴門市・松茂町・北島町・藍住町・板野町・上板町・阿波市）                                                                       |
| 阿波郡 （3町5村）                      | 郡内全町村（現・阿波市） |
| 勝浦郡 （2町4村）                      | 福原村以外の町村（現・徳島市・小松島市・勝浦町・上勝町）                                                                                               |
| 那賀郡 （6町16村）                     | 坂州木頭村・沢谷村以外の町村（現・小松島市・阿南市・那賀町）                                                                                           |
| 海部郡 （5町7村）                      | 上木頭村・木頭村以外の町村（現・美波町・牟岐町・海陽町・那賀郡那賀町）                                                                                 |
| 美馬郡 （5町8村）                      | 江原町・脇町・岩倉村・郡里村・重清村・穴吹町・三島村・口山村（現・美馬市）、 貞光町・半田町・端山村・一宇村（現・つるぎ町）、 東祖谷山村（現・三好市） |
| 三好郡 （1町3村）                      | 三野町（現・三好市）、 足代村・加茂村・三庄村（現・東みよし町）                                                                                        |

### 九州区域

#### 福岡県
| 東邦電力 電灯・電力供給区域（3市10郡） | 東邦電力 電灯・電力供給区域（3市10郡） |
| -------------------------------------- | --- |
| 市部 （3市）                           | 福岡市（旧姪浜町・三宅村域を除く）、 久留米市（国分町の一部を除く）、 大牟田市                                                                           |
| 糟屋郡 （4町13村）                     | 須恵村・宇美町以外の町村（現・福岡市・新宮町・古賀市・久山町・篠栗町・粕屋町・志免町）                                                                   |
| 宗像郡 （5町9村）                      | 大島村以外の町村（現・福津市・宗像市） |
| 遠賀郡 （1村）                         | 岡垣村（現・岡垣町） |
| 鞍手郡 （1村）                         | 笠松村（大字倉久と大字四郎丸の一部に限る）（現・宮若市）                                                                                                 |
| 早良郡 （6村）                         | 残島村以外の町村（現・福岡市） |
| 糸島郡 （1町16村）                     | 郡内全町村（現・福岡市・糸島市） |
| 三井郡 （1町2村）                      | 合川村（一部の字に限る）・御井町・高良内村（現・久留米市）                                                                                               |
| 三潴郡 （2町11村）                     | 荒木村・安武村・大善寺村・三潴村・城島町・青木村（現・久留米市）、 大川町・三叉村・田口村・川口村・大野島村（現・大川市）、 蒲池村・昭代村（現・柳川市） |
| 山門郡 （1町7村）                      | 柳河町・城内村・沖端村・東宮永村・両開村・西宮永村・三橋村（大字中山を除く）・大和村（現・柳川市）                                                       |
| 三池郡 （2町4村）                      | 高田村（旧岩田村を除く）・開村（現・みやま市）、 銀水村・三池町・駛馬町・玉川村（現・大牟田市）                                                          |

#### 佐賀県
| 東邦電力 電灯・電力供給区域（2市8郡） | 東邦電力 電灯・電力供給区域（2市8郡） |
| ------------------------------------- | --- |
| 市部 （2市）                          | 佐賀市、唐津市 |
| 佐賀郡 （22村）                       | 郡内全村（現・佐賀市） ただし小関村は大字関屋の一部を除く                                                                                    |
| 神埼郡 （1町9村）                     | 東脊振村以外の町村（現・佐賀市・神埼市・吉野ヶ里町）                                                                                         |
| 三養基郡 （2町9村）                   | 郡内全町村（現・鳥栖市・基山町・みやき町・上峰町） ただし田代町大字永吉・基里村飯田の各一部を除く                                            |
| 小城郡 （2町10村）                    | 郡内全町村（現・小城市・多久市・佐賀市）、 ただし北山村は大字栗並の一部に限る                                                                |
| 東松浦郡 （4町10村）                  | 鏡村・久里村・鬼塚村・佐志町・打上村・湊村・浜崎町・玉島村・七山村・厳木村・相知町・北波多村・呼子町・名護屋村（大字串を除く）（現・唐津市） |
| 西松浦郡 （3町12村）                  | 郡内全町村（現・伊万里市・有田町） ただし有田村大字境野の一部を除く                                                                          |
| 杵島郡 （3町18村）                    | 郡内全町村（現・武雄市・大町町・江北町・白石町） ただし中通村大字舟ノ原の一部を除く                                                          |
| 藤津郡 （4町9村）                     | 郡内全町村（現・鹿島市・嬉野市・太良町） |
| その他小事業者 電灯・電力供給区域     | |
| 東松浦郡 （5村）                      | 有浦村・値賀村（現・玄海町）、 切木村・入野村・名護屋村（大字串に限る）（現・唐津市）                                                        |

#### 長崎県
| 東邦電力 電灯・電力供給区域（2市4郡） | 東邦電力 電灯・電力供給区域（2市4郡） |
| ------------------------------------- | --- |
| 市部 （2市）                          | 長崎市、佐世保市 |
| 西彼杵郡 （1町10村）                  | 深堀村・茂木町・日見村・矢上村・福田村・式見村（現・長崎市）、 長与村（現・長与町）、 時津村（現・時津町）、 喜々津村・大草村・伊木力村（現・諫早市） ※1940年に追加あり                                                                                           |
| 北高来郡 （1町13村）                  | 小野村・森山村を除く町村（現・長崎市・諫早市） |
| 東彼杵郡 （3町13村）                  | 上波佐見町・下波佐見村以外の町村（現・佐世保市・川棚町・東彼杵町・大村市） |
| 北松浦郡 （3町19村）                  | 中里村・皆瀬村・大野村・柚木村・世知原村・吉井村・江迎村・鹿町村・小佐々村（現・佐世保市）、 佐々村（現・佐々町）、 今福町・調川村・志佐町・上志佐村・御厨村・星鹿村・福島村・鷹島村（黒島を除く）（現・松浦市）、 田平村・南田平村・平戸町・中野村（現・平戸市） |
| その他小事業者 電灯・電力供給区域     | |
| 北松浦郡 （5村）                      | 獅子村・紐差村・中津良村・津吉村・志々伎村（現・平戸市） |

1940年8月、西彼杵郡伊王島村（現・長崎市）を電灯・電力供給区域に追加。

#### 熊本県
| 東邦電力 電灯・電力供給区域（1郡） | 東邦電力 電灯・電力供給区域（1郡）            |
| ---------------------------------- | --------------------------------------------- |
| 玉名郡 （2町2村）                  | 南関町、 荒尾町・有明村・平井村（現・荒尾市） |

### 前後の供給区域の変動
- 1937年（昭和12年）
  - 3月 - 合同電気を合併[9]。同社の供給区域は合同電気#供給区域一覧を参照。
  - 4月 - 名古屋鉄道の供給事業を買収。同社の供給区域は岐阜県のうち岐阜市内の一部および稲葉郡7村・武儀郡1村[20]。
  - 8月 - 中部電力を合併[10]。同社の供給区域は中部電力#供給区域一覧を参照。
  - 4月 - 諫早電灯・平戸電灯製氷（長崎県）より事業を買収[20]。以後、中小事業者の統合相次ぐ。
  - 10月 - 周参見水力電気（和歌山県）・海部水力電気（徳島県）・肥前電気（佐賀県）より事業を買収[20]。
  - 12月 - 富野水力電気（岐阜県）より事業を買収[20]。
- 1938年（昭和13年）
  - 3月 - 三濃電気（岐阜県）より事業を買収[20]。
  - 4月 - 小原電灯（愛知県）より事業を買収[20]。
  - 5月 - 氷坂電気（岐阜県）より事業を買収[20]。
  - 6月 - 美濃電力（岐阜県）より事業を買収[20]。
  - 8月 - 多治見営業所管内の事業を中部合同電気へ譲渡[20]。
  - 8月 - 十社電気（三重県）より事業を買収[20]。
  - 12月 - 白鳥電気（岐阜県）・馬野川水力電気より事業を買収[20]。
- 1939年（昭和14年）
  - 2月 - 濃飛電力（岐阜県）より事業を買収[20]。
  - 3月 - 供給区域のうち愛知県北設楽郡豊根村を中央電力へ譲渡[20]。
  - 4月 - 和良水力電気（岐阜県）より事業を買収[20]。
  - 5月 - 旭電気（愛知県）・潮南電力（岐阜県）より事業を買収[20]。
  - 6月 - 乙川電力（愛知県）・市場水力電気（岐阜県）・佐見水力電気（同）より事業を買収[20]。
  - 7月 - 介木電灯（愛知県）より事業を買収[20]。
  - 8月 - 稲沢電灯（愛知県）より事業を買収[20]。
  - 10月 - 平戸島電灯（長崎県）より事業を買収[20]。
  - 11月 - 豊橋電気（愛知県）・大垣瓦斯電気（岐阜県）・上之保電気（同）・神淵川水力電気（同）より事業を買収[20]。
  - 12月 - 大沼電灯（愛知県）・東村電力（岐阜県）・赤川電気（同）より事業を買収[20]。
- 1940年（昭和15年）
  - 8月 - 有浦電気（佐賀県）より事業を買収[20]。
- 1941年（昭和16年）
  - 4月 - 知多湾電気（愛知県）より事業を買収[20]。
  - 8月 - 篠島電気（愛知県）より事業を買収[20]。これをもって中小事業者統合を終了。
- 1942年（昭和17年）
  - 4月 - 配電統制実施に伴い東邦電力はすべての供給事業を国策配電会社へ移譲。供給区域は中部配電・関西配電・四国配電・九州配電の4社へ分割・移管[21]。